# 25154 Ayers
25154 Ayers este o planetă minoră (asteroid), cu un diametru de 7,459 km, din centura de asteroizi. A fost descoperită pe 16 septembrie 1998 la Stația Anderson Mesa de Lowell Observatory Near-Earth-Object Search. 
Obiectul prezintă o orbită caracterizată de o semiaxă mare de 3,0923709 UAi, o excentricitate de 0,16, o înclinație de 1,63628 ° în raport cu ecliptica.